# 12mmゲージ

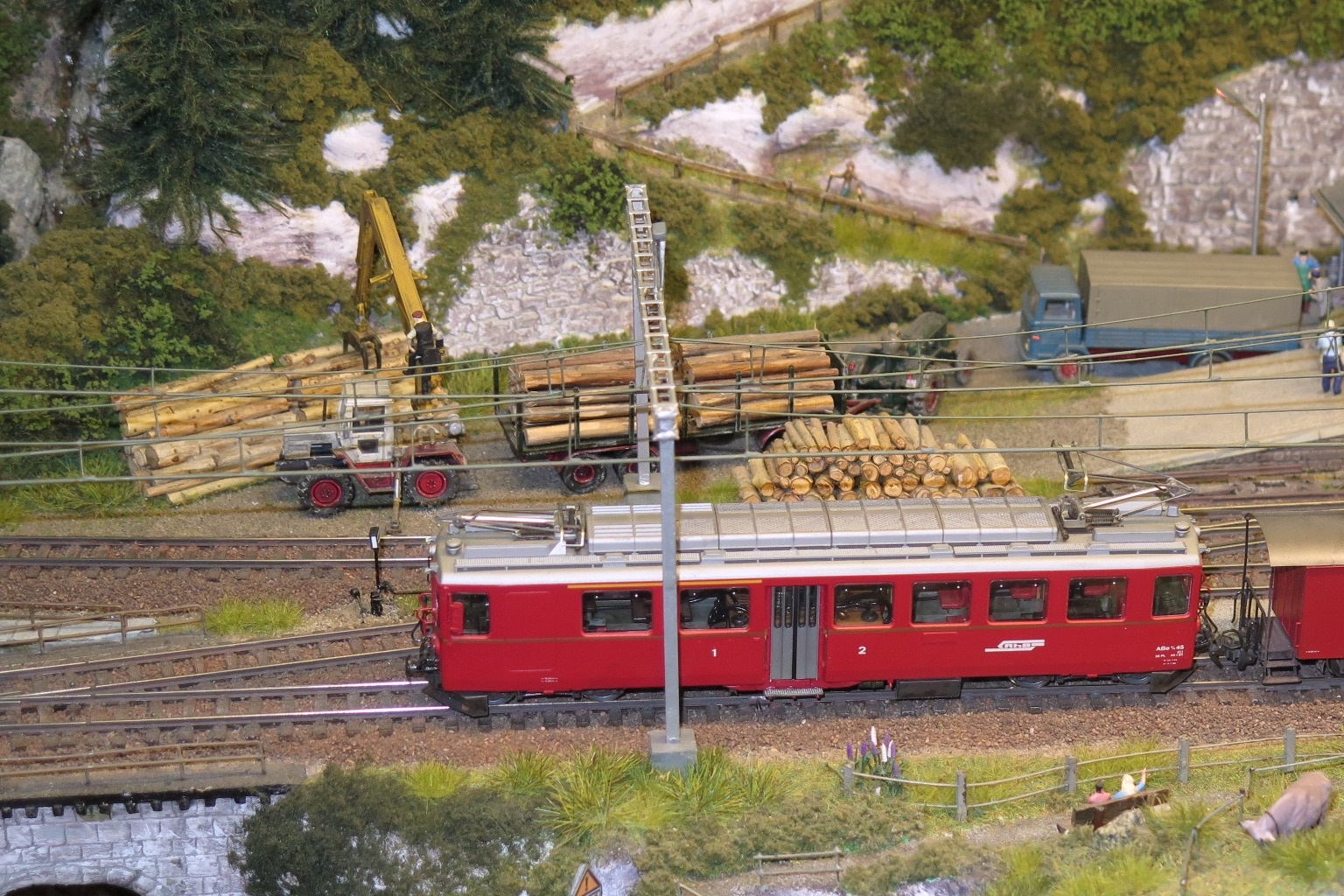
12mmゲージの一つ、HOmの鉄道模型

12mmゲージとは、TTゲージおよびHOm、HOjのような軌間12ミリメートルの鉄道模型の総称である。それぞれスケールは異なる。

## 概要
軌間12ミリメートルの鉄道模型は、主に欧米では標準軌の鉄道を1/120スケールで再現するTTゲージや、メーターゲージの鉄道を1/87スケールで再現するHOmやHOn3½で使用され、日本国内ではHOjで使用されてきた。それぞれ、愛好家人口はそれほど多くはないものの、ユニスケール・マルチゲージの概念に則り、標準軌の1/87スケールの車両と違和感無く楽しむことができる。

## TTゲージ
1/120スケールで軌間12ミリメートル。標準軌を再現する。

## HOm
HOmとは、1/87スケール・軌間12ミリメートル（12mmゲージ）の鉄道模型の規格名称である。スイスのメーターゲージの鉄道模型で1/87スケールの縮尺を再現するために使用される。軌間が12ミリメートルのため、HOjやTTゲージと共用することも可能。主なメーカーはベモ (BEMO) 、フェロースイス、レマコである。

### メーカー
ベモ
かつて倒産したレーヴァの元従業員達によって設立されたメーカーで比較的普及価格帯のダイキャスト製品を供給する。

フェロースイス
高級な真鍮製ハンドメイドモデルを限定生産する。

レマコ
高級な真鍮製ハンドメイドモデルを限定生産する。

### ギャラリー

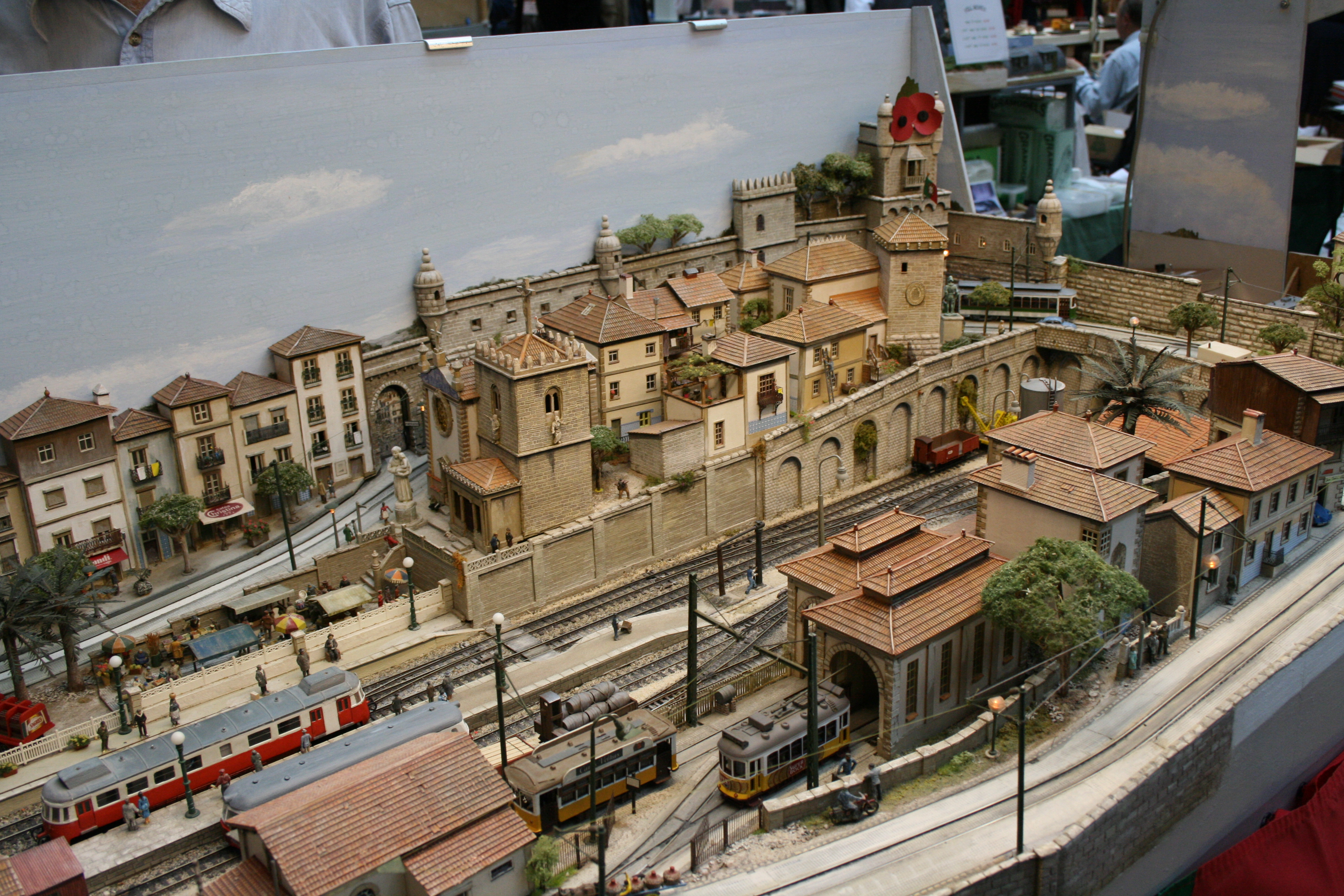
HOmのレイアウト
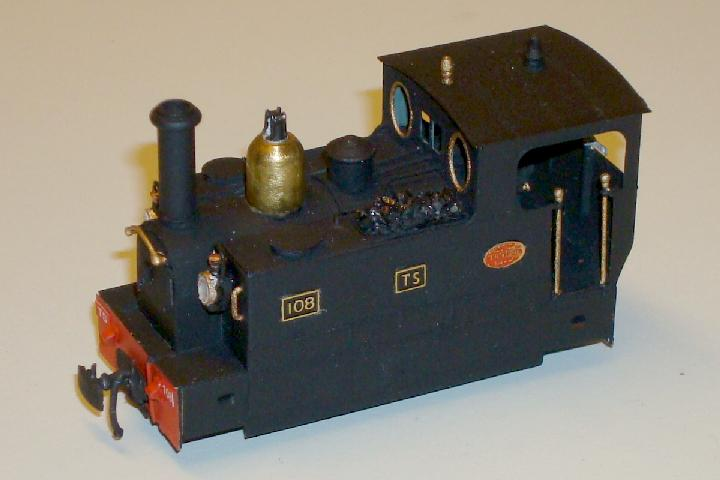
蒸気機関車
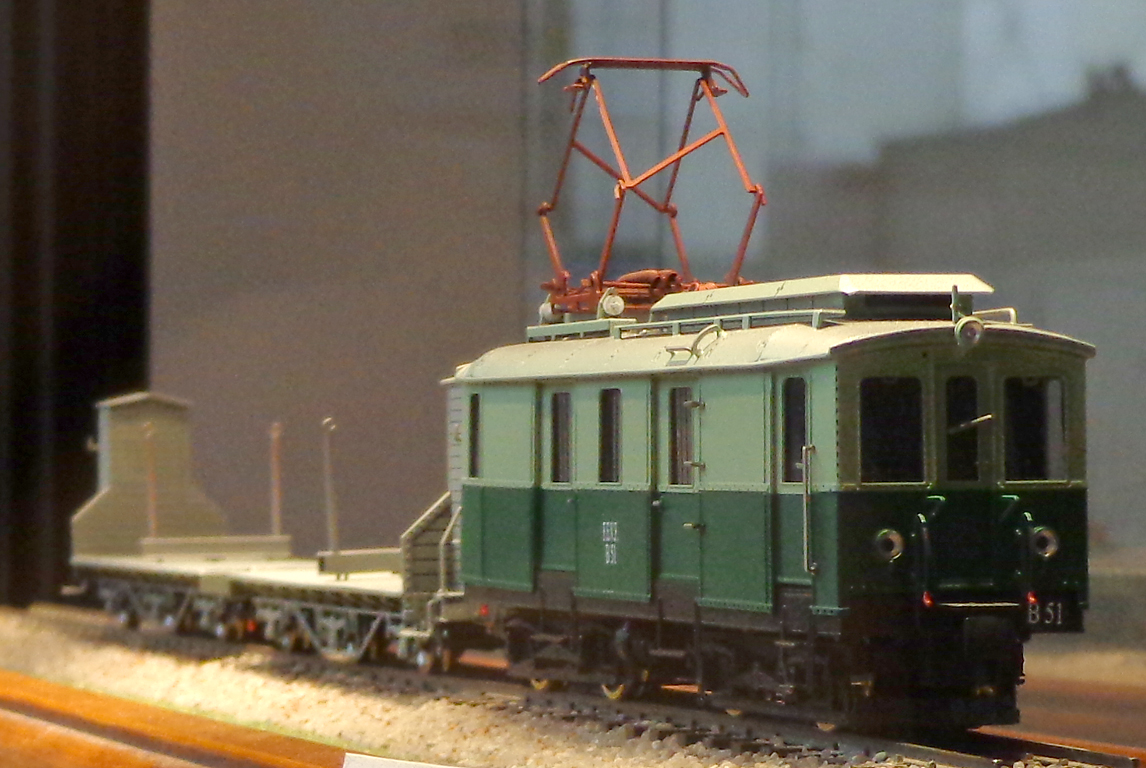
機関車
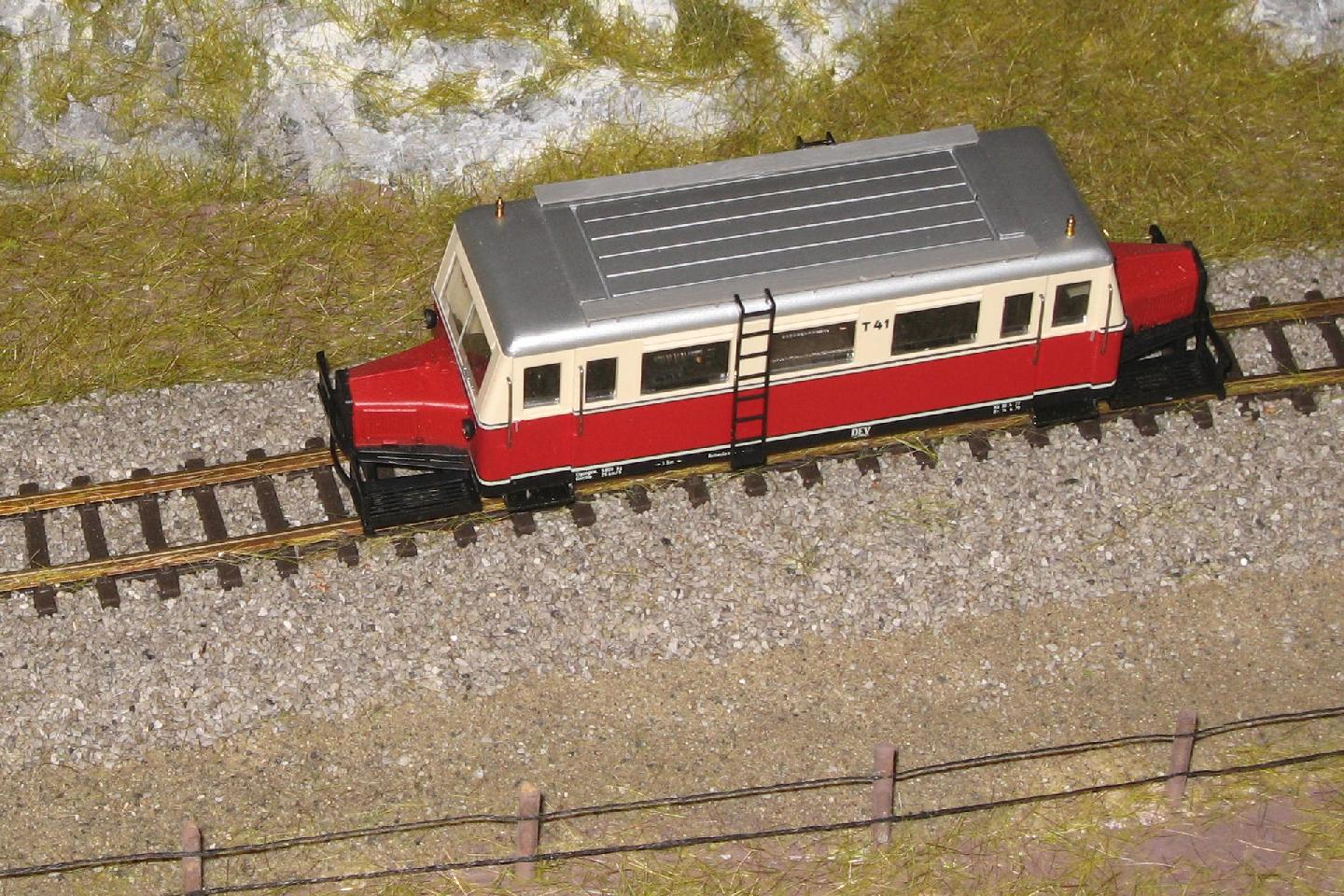
気動車

## HOj
HOjまたはHO1067またはHOn3-1/2とは、1/87スケールで軌間12ミリメートルの、日本の在来線の鉄道模型の規格名称である。
長らく日本型の鉄道模型では、欧米におけるHOゲージに相当する規格として1/80スケールで軌間16.5ミリメートルの規格が主流だった。これは鉄道模型の黎明期に輸出で使用されたHOゲージ用の軌道や部品類を流用していたことの名残で愛好家人口が多いこともあり、1/87スケール等とまとめて16番ゲージとして既成事実化していた。
1980年代以降、軌間と上回りの縮尺が一致しないため蒸気機関車をはじめ、狭軌の日本型車両の再現性を向上するために一部の愛好者・メーカーの間で欧米の標準である1/87スケールに合わせた模型を製造する動きが活発化した。
2016年現在では一部のメーカーで製造販売されるものの、概して高価なため普及には至っていない。